# Hatfield (Indiana)
Hatfield es un lugar designado por el censo ubicado en el condado de Spencer en el estado estadounidense de Indiana. En el Censo de 2010 tenía una población de 813 habitantes y una densidad poblacional de 267,83 personas por km².

## Geografía
Hatfield se encuentra ubicado en las coordenadas 37°54′15″N 87°13′15″O / 37.90417, -87.22083. Según la Oficina del Censo de los Estados Unidos, Hatfield tiene una superficie total de 3.04 km², de la cual 3.04 km² corresponden a tierra firme y (0%) 0 km² es agua.

## Demografía
Según el censo de 2010, había 813 personas residiendo en Hatfield. La densidad de población era de 267,83 hab./km². De los 813 habitantes, Hatfield estaba compuesto por el 98.03% blancos, el 0% eran afroamericanos, el 0.25% eran amerindios, el 0.12% eran asiáticos, el 0% eran isleños del Pacífico, el 0.74% eran de otras razas y el 0.86% pertenecían a dos o más razas. Del total de la población el 0.86% eran hispanos o latinos de cualquier raza.